# 訃報 2005年3月
訃報 2005年3月（ふほう 2005ねん3がつ）では、2005年（平成17年）3月中に物故した、又は物故が報じられた人物についてまとめる。

## （1日 - 15日）

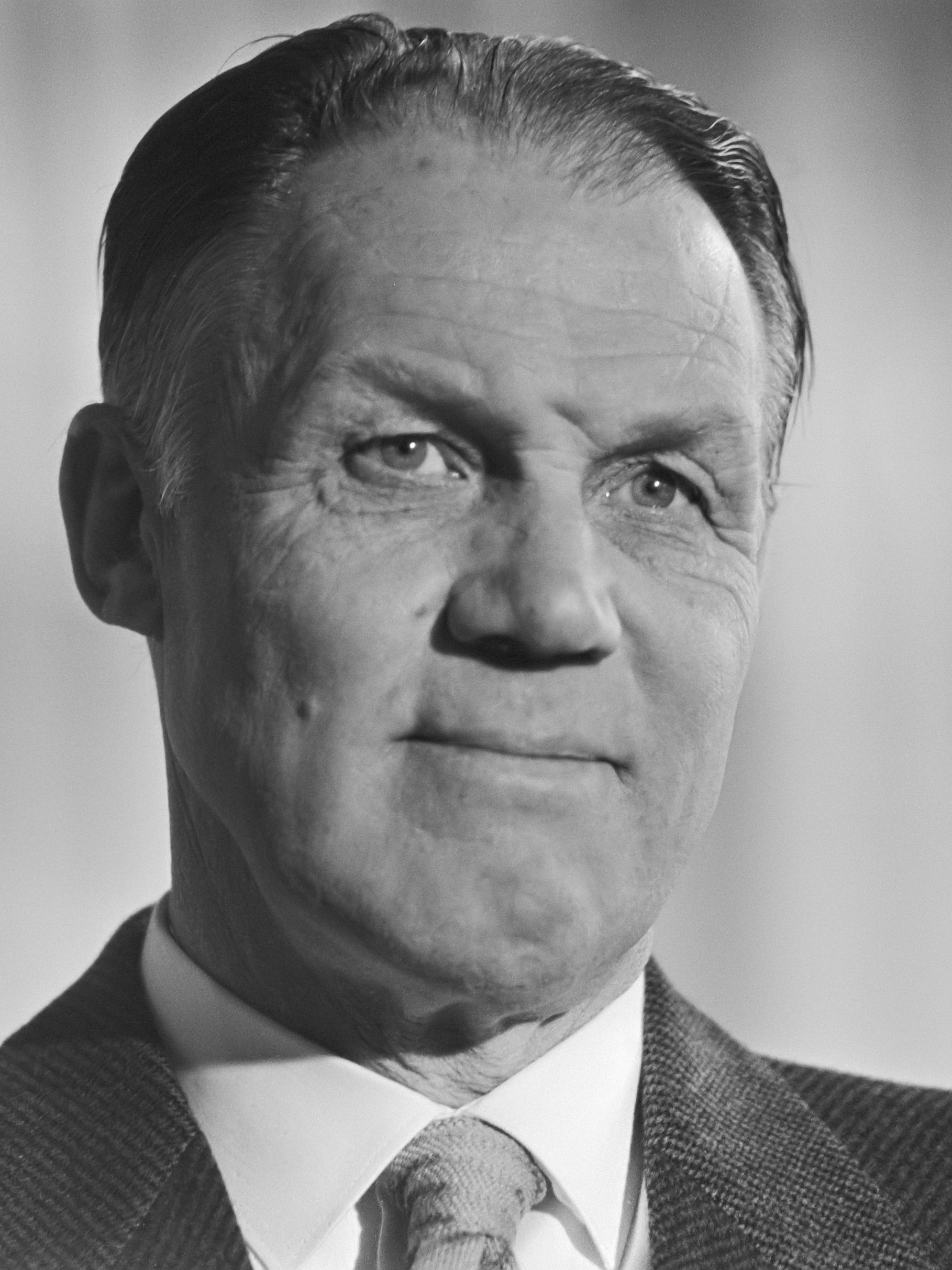
リヌス・ミケルス／3月3日没

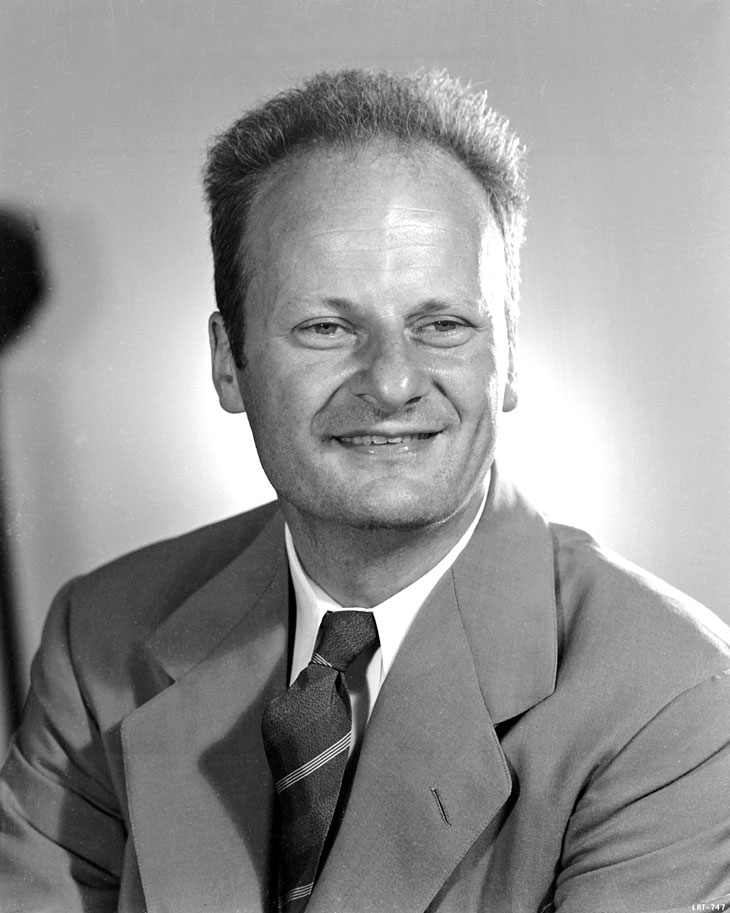
ハンス・ベーテ／3月6日没

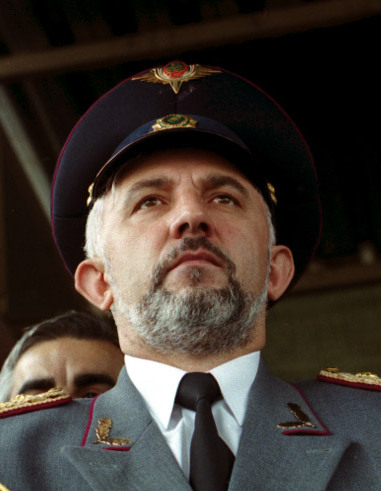
アスラン・マスハドフ／3月8日没

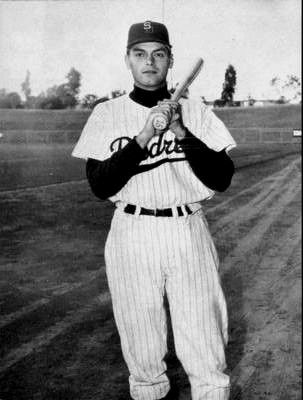
ケント・ハドリ／3月10日没

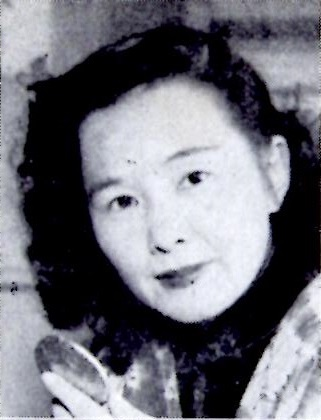
江間章子／3月12日没

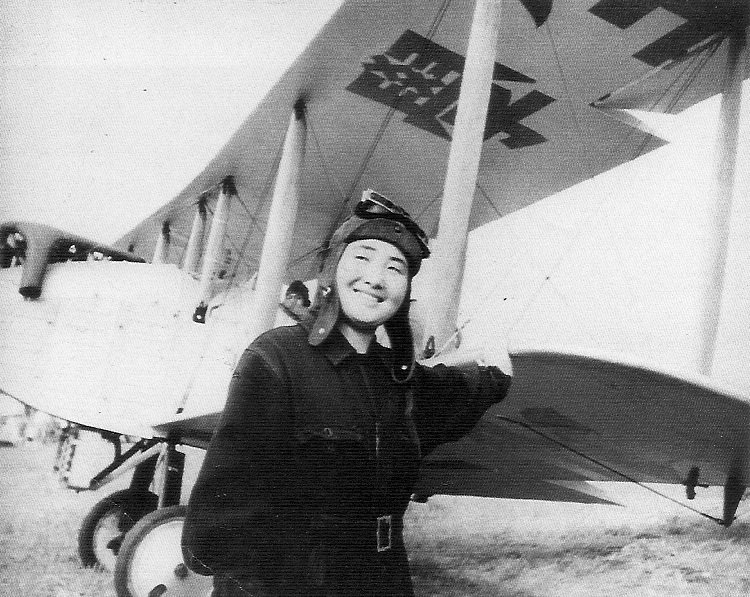
及位ヤヱ／3月12日没

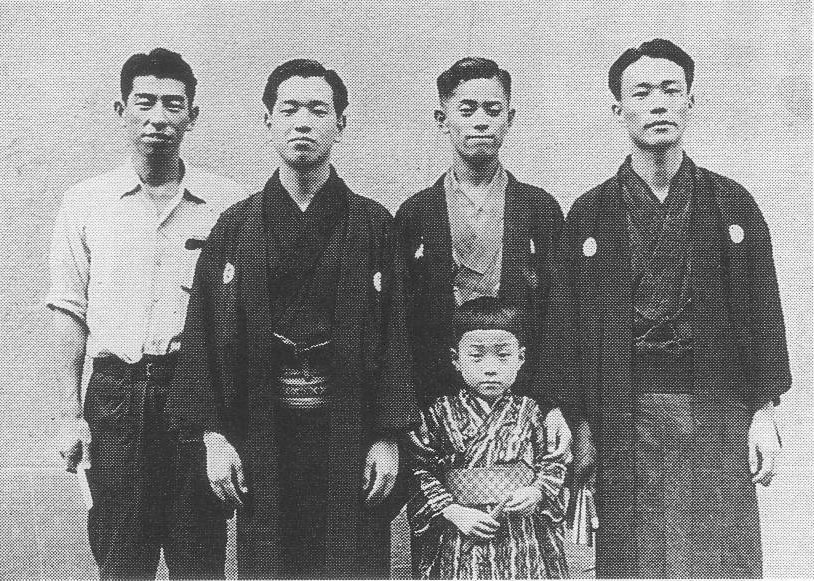
五代目桂文枝（後列左から2人目）／3月12日没

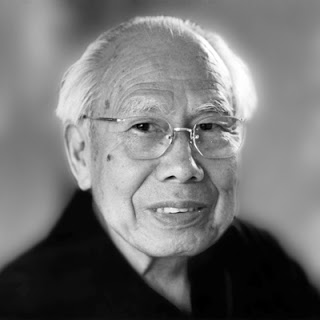
吉澤章／3月14日没

- 3月1日 - 吉村平吉、作家（* 1920年）
- 3月1日 - 木村保、元プロ野球選手（* 1934年）
- 3月3日 - 大矢雅彦、地理学者（* 1923年）
- 3月3日 - リヌス・ミケルス、サッカー選手（* 1928年）
- 3月5日 - 新田長夫、実業家・ニッタ社長（* 1914年）
- 3月5日 - 秋山光路、外交官・元オランダ大使（* 1921年）
- 3月6日 - ハンス・ベーテ、物理学者（* 1906年）
- 3月6日 - 栗原貞子、詩人（* 1913年）
- 3月6日 - 山内一郎、政治家・元郵政大臣（* 1913年）
- 3月7日 - 菖蒲あや、俳人（* 1924年）
- 3月8日 - 宮地佐一郎、作家（* 1924年）
- 3月8日 - アスラン・マスハドフ、チェチェン共和国独立派政権大統領（* 1951年）
- 3月9日 - 桂文紅、落語家（* 1932年）
- 3月10日 - 藤川正信、図書館情報学者、翻訳家（* 1922年）
- 3月10日 - 照屋林助、音楽家（* 1929年）
- 3月10日 - ケント・ハドリ、元プロ野球選手（* 1934年）
- 3月10日 - 星ルイス、漫才師（* 1948年）
- 3月10日 - 赤羽根義章、言語学者（* 1958年）
- 3月10日 - 千国安之輔、蜘蛛学者（* 1911年）[1]
- 3月11日 - 宮澤章二、詩人・作詞家（* 1919年）
- 3月12日 - 江間章子、詩人・作詞家（* 1913年）[2]
- 3月12日 - 及位ヤヱ、女性パイロット（* 1916年）
- 3月12日 - 五代目桂文枝、落語家（* 1930年）
- 3月13日 - 長尾雅人、仏教学者・チベット学者（* 1907年）
- 3月13日 - 仲川翠、プロ野球選手（* 1924年）
- 3月13日 - 平義久、作曲家（* 1938年）
- 3月14日 - 吉澤章、折り紙作家（* 1911年）
- 3月15日 - 鈴木松治、マタギ（* 1920年）

## （16日 - 31日）

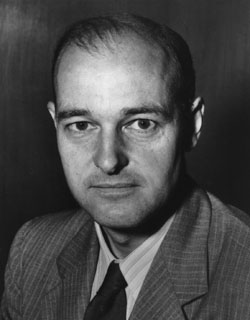
ジョージ・ケナン／3月17日没

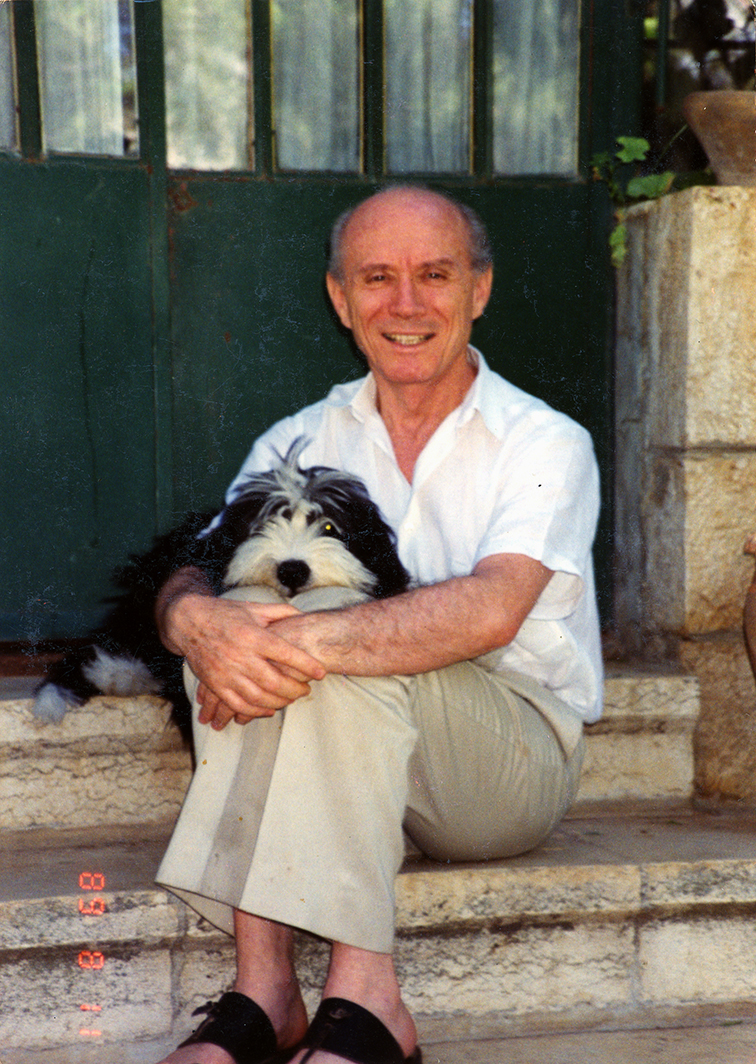
ガリー・ベルティーニ／3月17日没

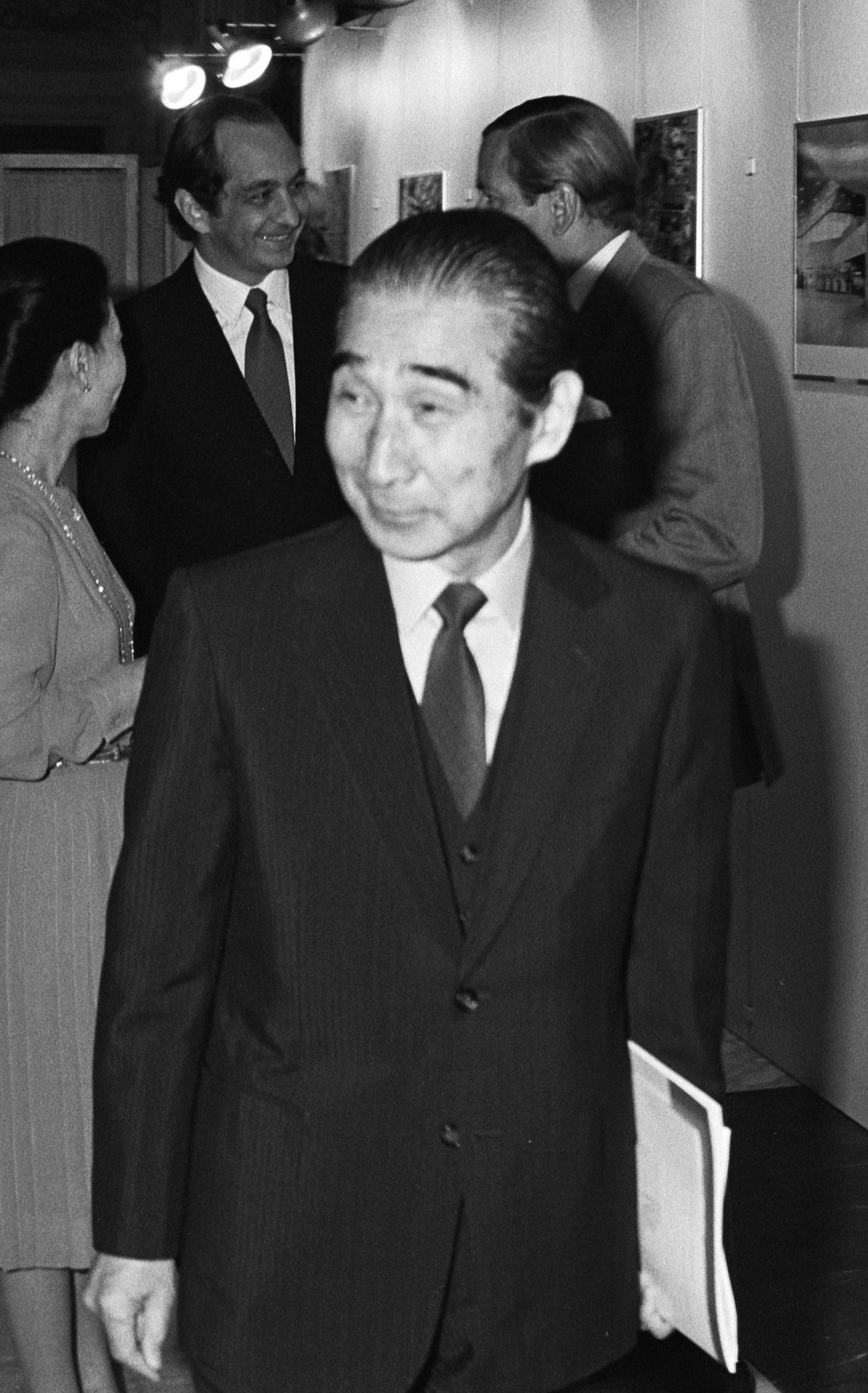
丹下健三／3月22日没

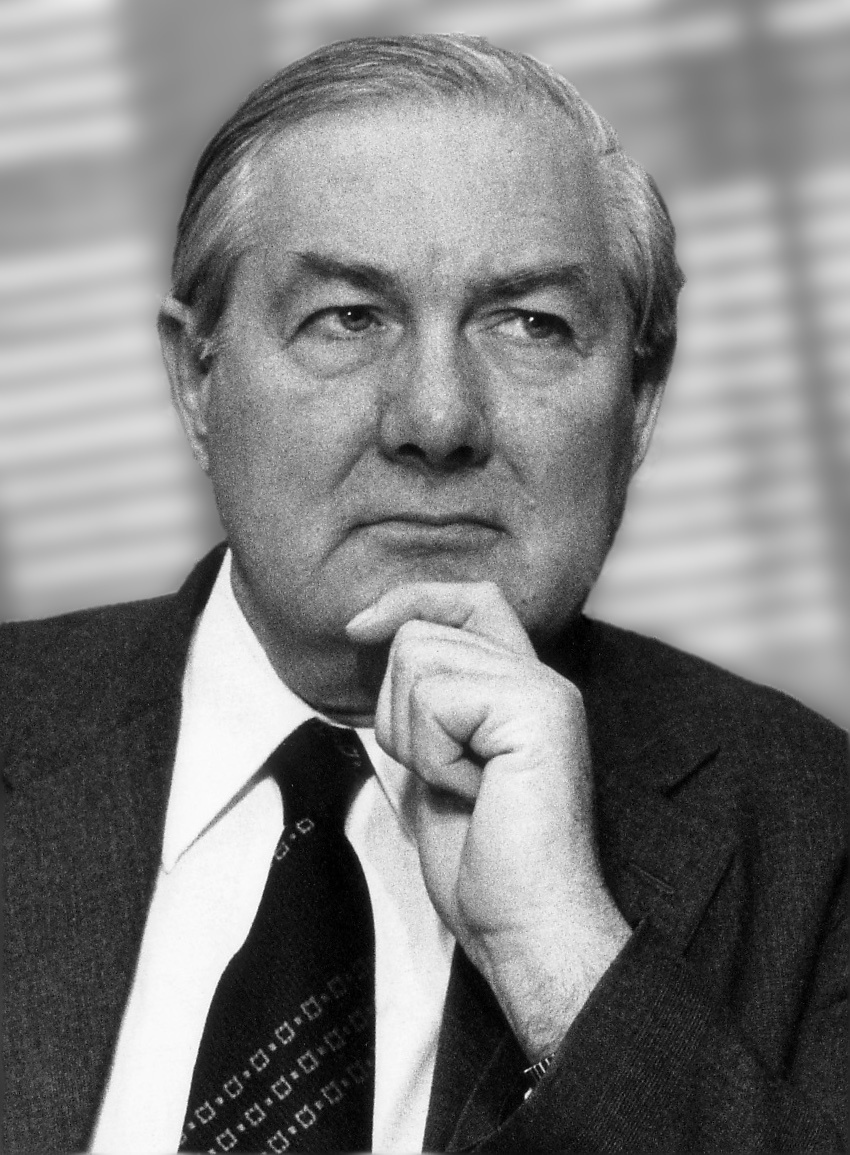
ジェームズ・キャラハン／3月26日没

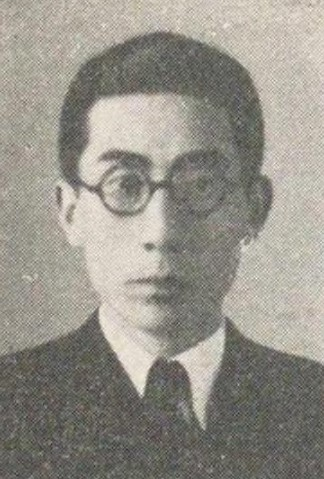
三浦矢一／3月29日没

- 3月17日 - ジョージ・ケナン、外交官・プリンストン高等研究所名誉教授（* 1904年）
- 3月17日 - ガリー・ベルティーニ、指揮者（* 1927年）
- 3月20日 - アンドルー・トティ、発明家（* 1915年）
- 3月20日 - 駒敏郎、文筆家（* 1925年）
- 3月21日 - 佐藤孝夫、元プロ野球選手（* 1931年）
- 3月22日 - 丹下健三、建築家（* 1913年）
- 3月22日 - 片山正英、農林官僚・政治家（* 1914年）
- 3月22日 - 阪田寛夫、詩人・作家・児童文学者（* 1925年）[3]
- 3月23日 - 片山摂三、写真家（* 1914年）
- 3月23日 - 田中利治、実業家（* 1917年）
- 3月24日 - 内田善利、政治家（* 1919年）
- 3月26日 - 中野猿人、海洋学者（* 1908年）
- 3月26日 - ジェームズ・キャラハン、イギリス首相（* 1912年）[4]
- 3月27日 - 石崎達、医学者（* 1914年）
- 3月29日 - 三浦矢一、政治家・華族（* 1912年）
- 3月29日 - 脇田義信、広島テレビ放送取締役、元アナウンサー（* 1945年）
- 3月31日 - アラン・ブルーム、園芸家（* 1906年）[5]
- 3月31日 - 松永市郎、軍人（* 1919年）